# Befiradol
Befiradol (F-13,640) je veoma potentan i visoko selektivan pun agonist  receptora. On ima veoma moćno analgetsko i antialodinsko dejstvo koje je uporedivo sa visokim dozama opioidnih lekova protiv bolova, ali sa malobrojnijim i manje izraženim nuspojavama, kao i zanemarljivim razvojem tolerancije pri dužoj upotrebi. Jedna SAR studija je pokazala da zamena dihalofenil grupe sa 3-benzotiofenilom povećava maksimalnu efikasnost od 84% na 124% (Ki=2.7 nM)